# Coupe du monde des clubs de handball 2007
Navigation
Édition 2002 Édition 2010
La Coupe du monde des clubs de handball 2007 est la troisième édition de la Coupe du monde des clubs de handball organisée par la Fédération internationale de handball. Elle se déroule du 5 au 9 juin 2007 en Égypte pour la première fois.
Organisée sous forme de mini-championnat entre cinq équipes (soit dix matchs en tout), la compétition s’est achevée sur la victoire attendue du club espagnol du BM Ciudad Real. Le club hôte Al-Ahly (le National) fêtait à cette occasion son centenaire.

## Participants
| Club                   | Pays    | Confédération | Titre                        |
| ---------------------- | ------- | ------------- | ---------------------------- |
| BM Ciudad Real         | Espagne | EHF           | Champion d'Europe 2005-2006  |
| Metodista São Paulo    | Brésil  | PATHF         | Champion panaméricain        |
| Al Ahly                | Égypte  | AHF           | Organisateur                 |
| Mouloudia Club d'Alger | Algérie | CAHB          | Champion d'Afrique 2005-2006 |
| Qadsia SC              | Koweït  | AHF           | Champion d'Asie              |

## Résultats et classement
|   | Équipe              | Pts | J | G | N | P | Bp  | Bc  | Diff |
| - | ------------------- | --- | - | - | - | - | --- | --- | ---- |
| 1 | BM Ciudad Real      | 8   | 4 | 4 | 0 | 0 | 138 | 110 | 28   |
| 2 | Al Ahly             | 6   | 4 | 3 | 0 | 1 | 117 | 85  | 32   |
| 3 | MC Alger            | 4   | 4 | 2 | 0 | 2 | 94  | 98  | -4   |
| 4 | Metodista São Paulo | 2   | 4 | 1 | 0 | 3 | 102 | 115 | -13  |
| 5 | Qadsia SC           | 0   | 4 | 0 | 0 | 4 | 78  | 121 | -43  |

| Date        | Équipe 1               | Score   | Équipe 2               |
| ----------- | ---------------------- | ------- | ---------------------- |
| 5 juin 2007 | Al Ahly                | 35 – 13 | Qadsia SC              |
| 5 juin 2007 | BM Ciudad Real         | 43 – 33 | Metodista São Paulo    |
| 6 juin 2007 | Metodista São Paulo    | 23 – 26 | Al Ahly                |
| 6 juin 2007 | Mouloudia Club d'Alger | 26 – 29 | BM Ciudad Real         |
| 7 juin 2007 | Mouloudia Club d'Alger | 20 – 28 | Al Ahly                |
| 7 juin 2007 | Metodista São Paulo    | 25 – 22 | Qadsia SC              |
| 8 juin 2007 | Mouloudia Club d'Alger | 25 – 21 | Metodista São Paulo    |
| 8 juin 2007 | BM Ciudad Real         | 37 – 23 | Qadsia SC              |
| 9 juin 2007 | Qadsia SC              | 20 – 24 | Mouloudia Club d'Alger |
| 9 juin 2007 | BM Ciudad Real         | 29 – 28 | Al Ahly                |

À noter que lors du match entre le Mouloudia Club d'Alger et le BM Ciudad Real, une bagarre générale s'est déclarée à 59e minute après que Rolando Uríos et Achour Hasni se soient affrontés. Le joueur-entraîneur de Ciudad Real, Talant Dujshebaev, est intervenu et a notamment échangé des coups avec le gardien algérien Abdelmalek Slahdji : la commission technique de l'IHF a alors suspendu le joueur (mais pas l'entraîneur) Dujshebaev pendant un an et Slahdji pendant trois mois,,.